# Ctenochaetus cyanocheilus
Ctenochaetus cyanocheilus és una espècie de peix pertanyent a la família dels acantúrids.

## Descripció
- Pot arribar a fer 16 cm de llargària màxima.
- 8 espines i 25-28 radis tous a l'aleta dorsal i 3 espines i 22-26 radis tous a l'anal.
- És de color marró ataronjat a marró fosc amb ratlles blavenques que ressegueixen les fileres d'escates.
- Llavis blaus.[2][3]

## Hàbitat
És un peix marí, associat als esculls i de clima tropical (28°N-24°S, 115°E-147°W) que viu entre 2 i 30 m de fondària.

## Distribució geogràfica
Es troba al Pacífic occidental: des de les illes Ogasawara fins a les illes Filipines, Indonèsia, la Gran Barrera de Corall, Nova Caledònia, Samoa i les illes Marshall.

## Observacions
És inofensiu per als humans.